# غوين مريديث
غوين مريديث (بالإنجليزية: Gwen Meredith)‏ هي كاتبة مسرحية وكاتِبة أسترالية، ولدت في 18 نوفمبر 1907 في أورانج في أستراليا، وتوفيت في 3 أكتوبر 2006 في Bowral ‏ في أستراليا بسبب مرض.

## وصلات خارجية
- غوين مريديث على موقع IMDb (الإنجليزية)